# Список глав государств в 177 году до н. э.
| 178 до н. э. ← Список глав государств по годам → 176 до н. э. |

## Азия
- Анурадхапура — Элара, царь (205 до н. э. — 161 до н. э.)
- Армения Великая — Арташес I, царь (189 до н. э. — 160 до н. э.)
- Вифиния — Прусий II, царь (182 до н. э. — 149 до н. э.)
- Греко-Бактрийское царство:
  - Антимах I, царь  (185 до н. э. — 170 до н. э.)
  - Агафокл, царь  (180 до н. э. — 175 до н. э.)
- Иберия — Саурмаг I, царь  (234 до н. э. — 159 до н. э.)
- Индо-греческое царство — Аполлодот I, царь  (180 до н. э. — 165 до н. э.)
- Каппадокия — Ариарат IV Евсеб, царь (220 до н. э. — 163 до н. э.)
- Китай (Династия Хань) — Вэнь-ди (Лю Хэн), император  (180 до н. э. — 157 до н. э.)
- Корея:
  - Махан — Ан, вождь[англ.] (189 до н. э. — 157 до н. э.)
  - Пуё — Морису, тхандже (195 до н. э. — 170 до н. э.)
- Намвьет — Чьеу Ву-де, император (207 до н. э. — 137 до н. э.)
- Парфия — Приапат, царь (191 до н. э. — 176 до н. э.)
- Пергамское царство — Эвмен II, царь (197 до н. э. — 159 до н. э.)
- Понтийское царство — Фарнак I, царь (190 до н. э. — 159 до н. э.)
- Сабейское царство — Вахаб эль Яхиз II, царь (180 до н. э. — 160 до н. э.)
- Сатавахана — Сатакарни I, махараджа (184 до н. э. — 170 до н. э.)
- Селевкидов государство (Сирия) — Селевк IV Филопатор, царь (187 до н. э. — 175 до н. э.)
- Хунну — Модэ, шаньюй (209 до н. э. — 174 до н. э.)
- Шунга — Пушьямитра Шунга, император (185 до н. э. — 149 до н. э.)
- Япония — Когэн, тэнно (император) (214 до н. э. — 158 до н. э.)

## Африка
- Египет — Птолемей VI Филометор, царь (180 до н. э. — 164 до н. э., 163 до н. э. — 145 до н. э.)
- Нумидия — Массинисса, царь (202 до н. э. — 148 до н. э.)

## Европа
- Афины:
  - Филон, архонт (178 до н. э. — 177 до н. э.)
  - Спевсипп, архонт (177 до н. э. — 176 до н. э.)
- Ахейский союз:
  - Калликрат, стратег (178 до н. э. — 177 до н. э.)
  - без стратега (177 до н. э. — 175 до н. э.)
- Боспорское царство — Перисад III, царь (ок. 180 до н. э. — ок. 150 до н. э.)
- Дарданское царство[англ.] — Батон, царь[англ.] (ок. 206 до н. э. — ок. 176 до н. э.)
- Ирландия — Конгал Клайрингнех, верховный король (184 до н. э. — 169 до н. э.)[1]
- Македонское царство — Персей, царь (179 до н. э. — 168 до н. э.)
- Одрисское царство (Фракия) — Амадок III, царь (190 до н. э. — 171 до н. э.)
- Римская республика:
  - Гай Клавдий Пульхр, консул (177 год до н. э.)
  - Тиберий Семпроний Гракх, консул (177 год до н. э., 163 год до н. э.)

## Галерея
- Арташес I  
 189 до н.э.—160 до н.э. 
 Царь Армении
- Вэнь-ди  
 180 до н.э.—157 до н.э. 
 Император Китая
- Селевк IV Филопатор  
 187 до н.э.—175 до н.э. 
 Царь Сирии
- Элара  
 205 до н.э.—161 до н.э. 
 Царь Анурадхапуры
- Пушьямитра Шунга  
 185 до н.э.—149 до н.э. 
 Император Шунги
- Птолемей VI Филометор  
 180 до н.э.-164 до н.э., 163 до н.э.—145 до н.э. 
 Царь Египта
- Персей  
 179 до н.э.—168 до н.э. 
 Царь Македонии
- Модэ  
 209 до н.э.—174 до н.э. 
 Шаньюй хунну
- Эвмен II  
 197 до н.э.—159 до н.э. 
 Царь Пергама
- Массинисса  
 202 до н.э.—148 до н.э. 
 Царь Нумидии
- Фарнак I  
 190 до н.э.—159 до н.э.  
 Царь Понта
- Аполлодот I  
 180 до н.э.—165 до н.э. 
 Индо-греческий царь
- Антимах I  
 185 до н.э.—170 до н.э. 
 Греко-бактрийский царь
- Чьеу Ву-де  
 207 до н.э.—137 до н.э. 
 Император Намвьета
- Ариарат IV  
 220 до н.э.—163 до н.э.  
 Царь Каппадокии
- Когэн 
 214 до н.э.—158 до н.э. 
 Император Японии